# Ensemble Matheus
L'Ensemble Matheus (initialement Quatuor Matheus) est un orchestre fondé en 1991 par le chef d'orchestre et violoniste Jean-Christophe Spinosi, avec Laurence Paugam et Françoise Paugam.

## Biographie
Jean-Christophe Spinosi fonde en 1991 le Quatuor Matheus qui deviendra rapidement l’Ensemble Matheus.
Doté d’une géométrie variable allant de la « formation de chambre » à l’orchestre symphonique, l’Ensemble Matheus s’applique depuis ses débuts à mélanger les différents genres musicaux, interprétant les répertoires du XVIIe au XXIe siècle sur instruments d’époque (baroque, classique, romantique et moderne).
Cette fougue et cette volonté pionnière de s’attaquer aux répertoires originaux l’inciteront à s’intéresser aux manques de la discographie actuelle, et à s’atteler avec un plaisir contagieux au « chantier Vivaldi », en produisant chez Naïve une série d’enregistrements très vite devenus légendaires. En 2005, son enregistrement de l’opéra Orlando furioso fait sensation, remportant sur son passage les grandes récompenses internationales.
Au fil des concerts et des enregistrements, se lient des amitiés musicales avec les grands solistes de renom Cecilia Bartoli, Philippe Jaroussky, Natalie Dessay, Marie-Nicole Lemieux, Sandrine Piau, et bien d’autres.
Pendant près d’une décennie, l’Ensemble Matheus est en résidence au Théâtre du Châtelet où il interprète chaque année une production d’opéra. On l’a ainsi entendu dans La Pietra del Paragone, Véronique, Les Vêpres de la Vierge, Norma, Le Barbier de Séville, Orlando Paladino et Il re pastore.
Ses passages dans la capitale française sont également marqués par des productions à l’Opéra National de Paris (Alcina), ainsi qu’au Théâtre des Champs-Élysées (Così fan tutte et Orlando furioso), où le public lui a réservé une véritable ovation pour La Flûte enchantée.
Fier de ses origines bretonnes, l’Ensemble Matheus ne quitte pas pour autant sa région natale, et en particulier Brest. Cet enracinement le conduit à effectuer de nombreuses tournées en Bretagne, jouant notamment à Lorient, à Vannes, à Saint-Brieuc, à Morlaix et à l’Opéra de Rennes, sans oublier toutes les communes environnantes.
Dans son souci de rendre la musique classique toujours plus accessible, l’Ensemble Matheus continue à sensibiliser les plus jeunes grâce à un programme d’actions pédagogiques, et poursuivra pour la huitième année consécutive l’opération « Opéra en Région » qu’il a initiée, véritable production d’opéra tournant dans toute la Bretagne.
L’Ensemble Matheus se produit sur les scènes du monde entier : New York (Carnegie Hall), Vienne (Konzerthaus, Theater an der Wien), Zurich (Tonhalle), Londres (The Proms au Royal Albert Hall, Barbican et Wigmore hall), Rome (Accademia Santa Cecilia), Bilbao (Sociedad Filarmónica, Opéra), Québec (Grand Théâtre), Dortmund (Konzerthaus), Moscou (Philharmonie), Barcelone (Gran Teatre del Liceu, Palau de la Musica), Séoul (Lotte Concert Hall)… Au côté de Cecilia Bartoli, il a entrepris une tournée européenne passant par Munich, Prague, Baden-Baden et le Château de Versailles, et ils ont poursuivi leur collaboration autour de Rossini. Après leur triomphe au Theater an der Wien dans Le Comte Ory, on a ainsi pu les retrouver dans Otello au Théâtre des Champs-Élysées et La Cenerentola au Festival de Pentecôte de Salzbourg en 2014, qu’ils ont redonnée à l’édition d’été du même festival.
De retour au disque, l’Ensemble Matheus a enregistré avec la mezzo-soprano Malena Ernman son premier album chez Deutsche Grammophon, paru sous le titre « Miroirs » et largement plébiscité par la critique (5 Diapasons et « Choc » de Classica).
L’Ensemble Matheus bénéfice d'une subvention du Conseil régional de Bretagne, du Conseil départemental du Finistère, de la Ville de Brest, du Ministère de la culture et de la communication - DRAC de Bretagne.
Par ailleurs, il a le soutien du Fonds de dotation BNP Paribas - Banque de Bretagne et de la société Altarea Cogedim ; Air France est le partenaire officiel de l'ensemble.

## Événements
L’Ensemble Matheus s’est distingué lors de la saison 2017-2018 notamment par Le Couronnement de Poppée, dans le cadre de l’année Monteverdi, à Barcelone et Bilbao, par une nouvelle saison au Château de Versailles se traduisant par cinq représentations à l’Opéra Royal et à la Chapelle Royale, un concert en « battle » avec l’Orchestre de Chambre de Moscou donné en Russie et en France, Carmen en version concert en collaboration avec l’Orquesta Sinfónica de Castilla y León, le Gloria d'Antonio Vivaldi et le Dixit Dominus de Haendel en Bretagne, à Barcelone et Versailles, et par une tournée internationale des Quatre Saisons. Les retrouvailles avec Cecilia Bartoli, ont eu lieu aux éditions de Pentecôte 2018 et d’été du Festival de Salzbourg, dans L’Italienne à Alger de Rossini.
Les solistes de l’Ensemble se sont mêlés à l’Orchestre Philharmonique de Monte-Carlo à plusieurs reprises.
En 2024, l'orchestre mené par Jean-Christophe Spinosi participe à la cérémonie de clôture des jeux olympiques de Paris 2024, en accompagnant Zaho de Sagazan, et à la cérémonie d'ouverture des jeux paralympiques fin août, en reprenant notamment La Marseillaise dans une version réarrangée.

## Discographie
- 2002 : La notte de Vivaldi - La tempesta di mare / Il gardellino /Concerto per flautino e archi avec Sébastien Marq - recommandé par ClassicaGoldberg, Choc de l'année du monde de la musique 2002, disque de l'année (le Figaroscope), disque du mois (janv-fév 03) Toccata Alte Musik Aktuell
- 2004 : Orlando furioso, de Vivaldi, avec Marie-Nicole Lemieux, Jennifer Larmore, Veronica Cangemi, Philippe Jaroussky, Lorenzo Regazzo, Ann Hallenberg, Blandine Staskiewicz,Label : Naïve. (Victoire de la musiquez 2005, BBC Award 2007 Best Opera of the year, Diapason d'Or, Choc du Monde de la musique)
- 2006 : Griselda de Vivaldi, avec Marie-Nicole Lemieux, Veronica Cangemi, Simone Kermes, Philippe Jaroussky, Stefano Ferrari, Iestyn Davies, 2006, Label Naïve.  (« Prix des lecteurs », Diapason d'Or de l'année 2007, Lion d'Or 2007, BBC Award 2007 « Best Opera of the year », Exceptionales de Scherzo (Espagne) ; 10/10 de Luister (Hollande))
- 2007 : La Pietra del Paragone de Rossini, mise en scène par Giorgio Barberio Corsetti et Pierrick Sorin, avec Sonia Prina, Jennifer Holloway, Laura Giordano, Christian Senn, François Lis, José Manuel Zapata, Joan Martín-Royo, Filippo Polinelli, avec le Chœur du Teatro Regio di Parma, Label Naïve (Choc Monde de la Musique, ƒƒƒƒ Télérama, Gramophone DVD of the month)
  -  Heroes  de Vivaldi, Airs extraits d’Orlando finto pazzo, Giustino, Ottone in villa, L'Olimpiade, etc. avec Philippe Jaroussky, Label Virgin Classics (EMI). (Disque d'or, Diapason d'Or de l'année 2007, Choc du Monde de la Musique, MIDEM Classical awards 2008)
- 2008 : Stabat Mater et Nisi Dominus de Vivaldi, avec Marie-Nicole Lemieux et Philippe Jaroussky, Label Naïve (Grand Prix du Télégramme 2009)
  - La fida ninfa de Vivaldi, avec Sandrine Piau, Marie-Nicole Lemieux, Lorenzo Regazzo, Philippe Jaroussky, Topi Lehtipuu, Sara Mingardo, Christian Senn, 2008, Label Naïve (Diapason d'Or, BBC Music choice of the month (mars 2009)[6]
- 2010 : The Messiah de Haendel - avec Bejun Mehta, Cornelia Horak, Florian Boesch, Richard Croft, Susan Gritton. Label : CMajor
- 2013 : Miroirs, avec Malena Ernman. Label : Deutsche Grammophon
- 2018 : Antonio Vivaldi, récital d'airs d'opéras d'Antonio Vivaldi par Cecilia Bartoli. Label : Decca Classic - Diapason d'Or

## Référence
1. 1 2  « Ensemble Matheus », sur Agenda Culturel (consulté le 28 octobre 2018)
2. ↑  « Jean-Christophe Spinosi, l'enfant terrible du baroque », Télérama.fr,‎ 14 novembre 2008 (lire en ligne, consulté le 29 octobre 2018)
3. 1 2  Le Quartz - Scène nationale de Brest, « La folle nuit des Matheus – Le Quartz - Scène nationale de Brest », sur Le Quartz - Scène nationale de Brest, 12 août 2020 (consulté le 12 août 2020).
4. ↑  « Comment le Brestois Jean-Christophe Spinosi s’est retrouvé au cœur de la cérémonie de clôture des JO-2024 », sur Le Télégramme, 12 août 2024 (consulté le 28 août 2024)
5. ↑  « Aux Jeux paralympiques, le chef d’orchestre brestois Jean-Christophe Spinosi double la mise », sur Le Télégramme, 29 août 2024 (consulté le 29 août 2024)
6. ↑  « Les 25 ans de l'Ensemble Matheus - Jean-Christophe Spinosi », sur France Musique (consulté le 12 août 2020).